# Киевский политехнический институт императора Александра II
Киевский политехнический институт императора Александра II — высшее техническое учебное заведение , современный Национальный технический университет Украины «Киевский политехнический институт имени Игоря Сикорского».

## История
Киевский политехнический институт несколько раз менял своё название:
- 1898 — Киевский Политехнический Институт И. Александра II
- 1918 — Киевский политехнический институт
- 1923 — Киевский политехнический институт имени Х. Г. Раковского
- 1928 — Киевский политехнический институт
- 1930 — на базе расформированного Киевского политехнического института образовано 8 самостоятельных отраслевых институтов (приказ ВСНХ СССР № 1240 от 17 апреля 1930 г.)
- 1934 — Киевский индустриальный институт имени П. П. Постышева (после объединения Киевского машиностроительного, Киевского химико-технологического и Киевского энергетического институтов)
- 1938 — Киевский индустриальный институт
- 1941 — в эвакуации, в составе Среднеазиатского индустриального института (Ташкент)
- 1944 — Киевский политехнический институт
- 1948 — Киевский ордена Ленина политехнический институт
- 1968 — Киевский ордена Ленина политехнический институт имени 50-летия Великой Октябрьской коммунистической революции
- 1995 — Национальный технический университет Украины «Киевский политехнический институт»
- 2016  — Национальный технический университет Украины «Киевский политехнический институт имени Игоря Сикорского».

### 1898—1916
Киевский политехнический институт Императора Александра II был создан в 1898 году в составе 4 отделений (факультетов): механического, химического, сельскохозяйственного и инженерного. На механическом отделении было 109 студентов, на инженерном — 101, на сельскохозяйственном — 87, на химическом — 63 студента. Главный корпус был торжественно заложен 30 августа 1898 года, а 31 августа состоялось торжественное открытие Киевского политехнического института. Институт основан на средства, пожертвованные местными крупными представителями торгово-промышленного класса и государства; содержание его отнесено на средства казны.
Автором проекта первых зданий Киевского политехнического института был И. Севастьянович Китнер — один из известных отечественных архитекторов конца ХІХ столетия. Главным строителем первого комплекса сооружений КПИ с 1900 года стал известный киевский архитектор Александр Васильевич Кобелев.

### Руководство институтом
Институт подчинялся Департаменту торговли и мануфактур Министерства финансов. Непосредственное руководство институтом возлагалось на директора, Совет, Правление института и деканов отделений.
Директор института утверждался правительством по представлению Министерства финансов.  В Совет института входили профессора всех отделений под председательством директора института. Секретарь Совета избирался на четыре года. Первое заседание совета института состоялось 2 сентября 1898 года. В состав Правления института входили деканы отделений, инспектор, представители городской Думы, Биржевого комитета, Киевского отделения Русского технического общества и Киевского общества сельского хозяйства.
Деканы отделений назначались Министерством финансов по представлению директора института сроком на четыре года.
Первым штатным расписанием определена следующая численность персонала института: 23 ординарных профессоров, 12  — экстраординарных, 10 преподавателей разных специальностей, 14 лаборантов и малочисленный вспомогательный персонал. Первым директором Киевского политехнического института был назначен выдающийся учёный-механик, один из организаторов высшего технического образования в России профессор В. Л. Кирпичёв, деканом механического и по совместительству инженерного отделения — К. А. Зворыкин, деканом химического — М. И. Коновалов, агрономического — Н. П. Чирвинский.
По «Положению о Киевском политехническом институте императора Александра II» было создано 35 кафедр: математики — две, теоретической механики — одна, прикладной механики — четыре, механической технологии — три, физики — одна, электротехники — одна, строительного искусства и архитектуры — шесть, химии — три, химической технологии — три, технологии строительных материалов — одна, металлургии — одна, зоологии — одна, ботаники — одна, земледелия — две, зоотехники — две, сельскохозяйственной технологии и статистики — одна, геологии и минералогии — одна, политэкономии и статистики — одна. В течение первого года существования Киевского политехнического института было оборудовано свыше 20 лабораторий, кабинетов и мастерских.
С первых лет работы института были сформированы научные школы, которые возглавлялись известными учеными — профессорами института:
- графостатики, теории прочности и сопротивления материалов (В. Л. Кирпичёв, С. П. Тимошенко, А. М. Динник, К. К. Симинский);
- гидравлики (С. П. Шенберг, Г. И. Сухомел);
- мостостроения и строительства путей сообщения (Е. О. Патон, Ю. В. Ломоносов, Г. Д. Дубелир);
- авиастроения (М. Б. Делоне[9]);
- металлургии (В. П. Ижевский, В. Е. Васильев);
- физики (Г. Г. Де-Метц, А. Г. Гольдман);
- химии (С. Н. Реформатский, М. И. Коновалов);
- электрохимии и неводных растворов (В. А. Плотников, В. Ф. Тимофеев);
- технологии волокнистых веществ (В. Г. Шапошников);
- основ электротехники (Н. А. Артемьев);
- теории винтов и теории векторов (А. П. Котельников);
- сельскохозяйственного машиностроения (К. Г. Шиндлер);
- агрономии, сельскохозяйственной экономии, технологии и статистики (В. Г. Бажаев);
- цитологии, эмбриологии и цитогенетики  (С. Г. Навашин);
- ботаников-физиологов (Е. П. Вотчал).

Большую роль в процессе обучения будущих инженеров играли научные кружки, в которых проводилась научно-техническая и конструкторская работа. В них студенты под руководством преподавателей и профессоров получали необходимый научный опыт. Из кружковцев вышли такие известные учёные и инженеры: металлург академик АН СССР И. П.Бардин, конструктор авиадвигателей А. А. Микулин, один из основателей коллоидной химии академик АН УССР А. В. Думанский, авиаконструктор, главный инженер завода «Мотор-Сич» (1921) В. П. Григорьев, И. И. Сикорский, ставший «отцом» американского вертолётостроения. Первым научным кружком в институте стал инженерный, образованный в январе 1902 года, в работе которого принимали участие профессора Г. Д. Дубелир, Е. О. Патон и другие. Под руководством профессора А. А. Радцига начал работать механический кружок. На химическом отделении по инициативе профессора М. И. Коновалова стали проводиться химические чтения, на которых с научными докладами выступали как профессора и преподаватели, так и студенты. В 1909 году был образован химический кружок имени М. И. Коновалова, которым руководил Л. В. Писаржевский.
В первом учебном году институт имел в своем составе всего 360 студентов. Через четыре года в 1901 году — 1147, а в 1917—2277 человек. В 1903 году из стен института вышло только 90 молодых инженеров. Большое количество студентов были не в состоянии пройти курс учёбы в течение утверждённого срока — за 4 года.
Рядом с развитием основных направлений подготовки студентов развивалась авиационная наука и практика, велась большая просветительская работа в отрасли воздухоплавания. Благодаря вдохновенному труду профессоров и студентов молодого вуза в КПИ были заложены крепкие авиационные традиции. Киев в начале XX столетия стал центром развития авиации на Украине. В 1908 году под руководством профессора Н. Б. Делоне в КПИ был образован кружок воздухоплавания — первый  в Украине  и второй — в Российской империи (после Петербургского аэроклуба).
Выпускнику Киевского политехнического института И. И. Сикорскому предложили должность главного конструктора авиационного отделения Русско-балтийского вагонного завода в Санкт-Петербурге. Под руководством И. И. Сикорского был построен первый в мире многомоторный тяжёлый самолёт «Илья Муромец», который ошеломил современников своими размерами и грузоподъёмностью. В 1918 году основан электротехнический факультет, который быстро набирал силы.
С 1900 года 4 раза в год стали выходить «Известия Киевского политехнического института Императора Александра II». Редакторы издания: В. Л. Кирпичёв, Н. П. Чирвинский, М. И. Коновалов и П. Р. Слёзкин.

### 1917—1921
В этот период институт оставался учебным заведением старого типа. В 1918 году в институте был открыт пятый факультет — электротехнический.
11 марта 1919 года отделом высшей школы Народного комиссариата просвещения УССР издано постановление о руководстве научной, учебной и просветительской работой высших учебных заведений соответствующими советами. Управление высшим учебным заведением сосредотачивалось в руках комиссара, назначаемого Наркомпросом УССР.

## Ректоры
| Период                       | Ректор                                                  |
| ---------------------------- | ------------------------------------------------------- |
| 1898—1902                    | Кирпичёв Виктор Львович, профессор                      |
| 1902—1904                    | Коновалов Михаил Иванович, профессор                    |
| 1904—1905                    | Зворыкин Константин Алексеевич, профессор               |
| 1905—1906                    | Чирвинский Николай Петрович, выборный ректор, профессор |
| 1906—1908                    | Тимофеев Владимир Фёдорович, профессор                  |
| 1908—1911                    | Дементьев Константин Григорьевич, профессор             |
| 1911—1917                    | Жуков Иван Диомидович, профессор                        |
| 1917—1919                    | Ерченко Пётр Феофанович, профессор                      |
| 1919—1920                    | Де-Метц Георгий Георгиевич, профессор                   |
| 1919—1920                    | Ступин Алексей Яковлевич, в. о. ректора, профессор      |
| 1920—1921                    | Веселовский Сергей Феофанович, профессор                |
| 1921, март—1921, декабрь     | Кухаренко Иван Антонович, профессор                     |
| 1921—1929                    | Бобров Виктор Флавианович, профессор                    |
| 1929—1930                    | Мельников Дмитрий Фёдорович, профессор                  |
| 1934—1936                    | Ефимов Николай Филиппович, профессор                    |
| 1936, декабрь—1937, август   | Жихарев Павел Григорьевич, профессор                    |
| 1937—1941                    | Шпилько Николай Филиппович, профессор                   |
| 1944—1952                    | Плыгунов Александр Сергеевич, профессор                 |
| 1952—1955                    | Гриднев Виталий Никифорович, академик АН УССР           |
| 1955, сентябрь—1955, декабрь | Швец Иван Трофимович, академик АН СССР                  |
| 1955—1971                    | Плыгунов Александр Сергеевич, профессор                 |
| 1971—1987                    | Денисенко Григорий Иванович, член-корреспондент АН УССР |
| 1987—1992                    | Таланчук Пётр Михайлович, профессор                     |
| с 1992                       | Згуровский Михаил Захарович, академик                   |